# 阿爾貝托·馬西
阿爾貝托·馬西（義大利語：Alberto Masi；1992年9月2日—）是一位意大利足球運動員，在場上的位置是後衛。他現在效力於意大利足球乙級聯賽球隊特爾納納足球俱樂部。他也代表意大利國青隊參賽。